# Бета Гидры
Бета Гидры (лат. β Hydrae), 28 Чаши (лат. 28 Crateris), HD 103192 — двойная звезда в созвездии Гидры на расстоянии приблизительно 360 световых лет (около 110 парсек) от Солнца. Возраст звезды определён как около 200 млн лет.

## Наблюдения
Бета Гидры видна невооружённым глазом даже на городском небе (англ. City sky). Звезда наблюдается южнее 57° с.ш., т.е. южнее Санкт-Петербурга (59° с.ш.), южнее Копенгагена (55° с.ш.) и южнее Эдмонтона  (33° с.ш.). Лучшее время наблюдения — март.

## Имя звезды
Бета Гидры — (латинизированный вариант лат. Beta Hydrae) является обозначением Байера. У звезды также было обозначение данное Флемстидом — 28 Чаши, но в результате пересмотра границ созвездий, звезда была «передана» в созвездие Гидры, став самой южной звездой созвездия.
Народ Калапало (англ. Kalapalo) в шт. Мату-Гросу в Бразилии назвал эту звезду вместе с Пси Гидры Кафанифани .

## Характеристики
Первый компонент (WDS J11529-3354A) — белая вращающаяся переменная звезда типа Альфы² Гончих Псов (ACV) спектрального класса B9IIIp(Si), или B9IIIspe, или B9. Видимая звёздная величина звезды — от +4,31m до +4,27m. Масса — около 3,12 солнечной, радиус — около 4,07 солнечного, светимость — около 537,032 солнечной. Эффективная температура — около 13520 K.
Второй компонент (WDS J11529-3354B). Видимая звёздная величина звезды — +5,47m. Удалён на 0,6 угловой секунды.

### Компонент A
Бета Гидры A — это гигант спектрального класса B9 вокруг которого по орбите вращается тусклый компонент Бета Гидры B, который никак не классифицирован, но для простоты предполагается, что у него точно такая же эффективная температура (11 100 K), что и у Бета Гидры A. Учитывая, что звезда излучает значительную часть света в ультрафиолетовом диапазоне, Бета Гидры A обладает светимостью в 210 {\displaystyle L_{\bigodot }}. Отсюда можно вычислить, что её радиус равен 4,0 {\displaystyle R_{\bigodot }} и масса весьма значительна: 3,36 {\displaystyle M_{\bigodot }}. Звезда находится на главной последовательности и водород в ядре звезды пока ещё служит ядерным «топливом», но кроме того звезда богата кремнием, хромом и стронцием, что является результатом разделения элементов посредством гравитации и радиационного подъёма, а затем и концентрации в звёздных пятнах, которые для Бета Гидры A имеют силы во много раз большие, чем у нашей Земли (0,5 Гаусс). Спектр данной звезды указывает на наличие магнитного поля в её звёздной атмосфере. Напряжённость протяжённой компоненты магнитного поля оценённой по анализу серии Бальмера составляет 204,2 ± 104,1 Гаусс. При вращении Бета Гидры A пятна то появляются, то исчезают из поля зрения, что приводит к незначительной изменчивости яркости звезды. Видимая звёздная величина Бета Гидры А изменяется на 0,04m с периодом 2,334 суток и составляет приблизительно 4,27m при максимальной яркости. Бета Гидры A — это гигантская Bp-звезда, которая была классифицирована как переменная типа α² Гончих Псов. Её период вращения, в свою очередь, соответствует измеренной  экваториальной скорости вращения 72 км/с (т.е. она вращается со скоростью практически в 7,5 больше солнечной, что объясняется, по видимому, юным возрастом звезды). Для того чтобы планета, аналогичная нашей Земле, получала примерно столько же энергии, сколько она получает от Солнца, её надо было бы поместить на расстоянии 12,3 а.е. (т.е. несколько дальше, чем  в Солнечной системе находится Сатурн, чей радиус орбиты равен 9,54 а.е.).

### Компонент B
Бета Гидры B (которая почти наверняка является карликом, но это не точно) примерно вдвое меньше, чем Бета Гидры A и имеет массу, возможно, 2,8 {\displaystyle M_{\bigodot }}.

## История изучения двойственности звезды
Открывателем двойственности Бета Гидры считается Дж. Гершель, который разрешил звёзды, но их взаимного движения, конечно, не обнаружил. Сама звезда вошла в каталоги под именем HJ 4478.  Для того, чтобы обнаружить взаимное движение, потребовалось более 60 лет. Согласно Вашингтонскому каталогу визуально-двойных звёзд, параметры этих компонентов приведены в таблице:
| Компонент | Год  | Количество измерений | Позиционный угол | Угловое расстояние | Видимая звёздная величина 1 компонента | Видимая звёздная величина 2 компонента |
| B         | 1834 | 65                   | 340°             | 2.2                | 4.8m                                   | 5.6m                                   |
| B         | 1980 | 65                   | 28°              | 0.7                | 4.8m                                   | 5.6m                                   |

Обобщая все сведения о звезде, можно сказать, что у звезды есть спутник на расстоянии 1,7 " — Бета Гидры B. Также измерения показывают, что звёзды имеют общее собственное движение, т.е. звёзды не просто находится на линии прямой видимости, но и связаны друг с другом гравитационно.
Само движение Бета Гидры, тем не менее, показывает, что звезда движется с небольшой скоростью относительно Солнца: её радиальная гелиоцентрическая скорость — −1 км/с, что составляет 10% от скорости местных звёзд Галактического диска, а также это значит, что звезда приближается к Солнцу.